# Xiong Xin Xin
Xiong Xin Xin, también conocido como Hung Yan Yan (熊欣欣 | 態欣欣 |洪欣欣 | mandarín: Xióng Xīn Xīn | cantonés: Hung Yan Yan) es un actor y coreógrafo de artes marciales chino, nacido en Guanxi el 25 de febrero de 1962.

## Biografía
Xiong empezó su carrera como especialista en escenas de acción de la mano del prestigioso coreógrafo Liu Chia Liang, que le ofreció un pequeño papel en su película Las artes marciales de Shaolín en 1986. Después de trabajar unos años doblando en las escenas peligrosas a estrellas del calibre de Jet Li o Chow Yun Fat y de hacer pequeñas apariciones en muchas películas de acción, el director Tsui Hark le ofreció su primer papel importante de villano en la película Érase una vez en China 2 (1992). Tsui le ofreció un puesto en su equipo y además le proporcionó un papel fijo en la serie cinematográfica de Érase una vez en China y en la posterior serie de TV, el de Kwai Geuk-Chat (Club Foot), uno de los discípulos de Wong Fei Hung (Li), que le reportó gran popularidad. Desde entonces Xiong colaboró como actor y coreógrafo en muchas producciones de Tsui, y cuando éste se marchó a Hollywood se llevó a Xiong con él y juntos rodaron Double Team con Jean-Claude Van Damme. Allí Xiong firmó también las escenas de acción de varios films americanos. En 2005 fue galardonado con el Golden Horse Award a la Mejor coreografía de acción por Siete espadas.